# Кастро (рэпер)
Катари Терренс Кокс (англ. Katari Terrance Cox, род. 30 декабря 1976, Бронкс, Нью-Йорк, США), наиболее известный под сценическим псевдонимом Kastro (рус. Кастро) — американский рэпер, двоюродный брат Тупака Шакура, бывший участник рэп-коллектива «Outlawz».

## Биография
Родился 30 декабря 1976 года в Бронксе штата Нью-Йорк. 
Кастро начинал читать рэп под псевдонимом K-Dog в рэп-группе с E. D. I. и Яки Кадафи. Позже он зачитал рэп к некоторым песням Тупака Шакура во время студийных сессий для его альбома «Strictly 4 My N.I.G.G.A.Z.». Позже к группе присоединился рэпер Наполеон, после чего они стали называться «Dramacydal». 
Принимал участие в песне «Outlaw» из платинового альбома Тупака «Me Against The World»,  также приняимал участие в таких песнях, как «Tradin War Stories», «When We Ride» и «Thug Passion» из бриллиантового двойного альбома Тупака «All Eyez On Me». Во время запиши данного альбома, Тупак дал ему имя Кастро, назвав его в честь Фиделя Кастро, ранее у рэпера был псевдоним K-Dog, под которым он выступал. 
В 1996 году Кастро появился в клипе Тупака «Hit 'Em Up» вместе с остальными рэперами группы «Outlawz». Активно принимал участие на альбоме Тупака «The Don Killuminati: The 7 Day Theory». Кастро присутствовал в момент убийства друга и коллеги Тупака, находясь в другой машине.